# Friedrich Wilhelm von der Schulenburg

Stammwappen derer von der Schulenburg

Friedrich Wilhelm II. von der Schulenburg seit 1713 Freiherr von der Schulenburg (* 18. Oktober 1699 in Celle; † 1. März 1764) war ein preußischer Hauptmann und Gutsherr.

## Herkunft
Friedrich Wilhelm von der Schulenburg stammte aus der Weißen Linie des altmärkischen Uradelsgeschlechtes derer von der Schulenburg. Seine Eltern waren der Generalleutnant Alexander von der Schulenburg (1662–1733) und dessen Ehefrau Charlotte Anna Sophie von Melville (1670–1724). 
Friedrich Wilhelm war am 18. Oktober 1699 zu Celle geboren und diente anfangs in der Preußischen Armee bis 1739, in welchem Jahre er als Hauptmann seinen Abschied nahm.
Er erbte von seinem Bruder Ernst August (* 3. September 1692; † 20. August 1743), das Rittergut Habighorst.

## Familie
Er heiratete 1742 Katharine Christine von Klinckowström (* 1725; † 21. Februar 1801), die Tochter der General Friedrich Wilhelm von Klinckowström (1686–1750). Das Paar hatte zwei Kinder:
- Alexander Friedrich Georg (1745–1790)[3] und
- Ehrengard Helena Dorothee Veronica Anna, die jung starb.[4]